# Фарнетела (Сијена)
Фарнетела је насеље у Италији у округу Сијена, региону Тоскана.
Према процени из 2011. у насељу је живело 96 становника. Насеље се налази на надморској висини од 408 м.